# NGC 1748
NGC 1748 est une nébuleuse en émission située dans la constellation de la Dorade. Cette nébuleuse est située dans le Grand Nuage de Magellan. Elle a été découverte par l'astronome écossais James Dunlop en 1826. Cette nébuleuse a aussi été observée par l'astronome américaine Williamina Fleming en 1901 et elle a été ajoutée plus tard au catalogue IC sous la cote IC 2114.

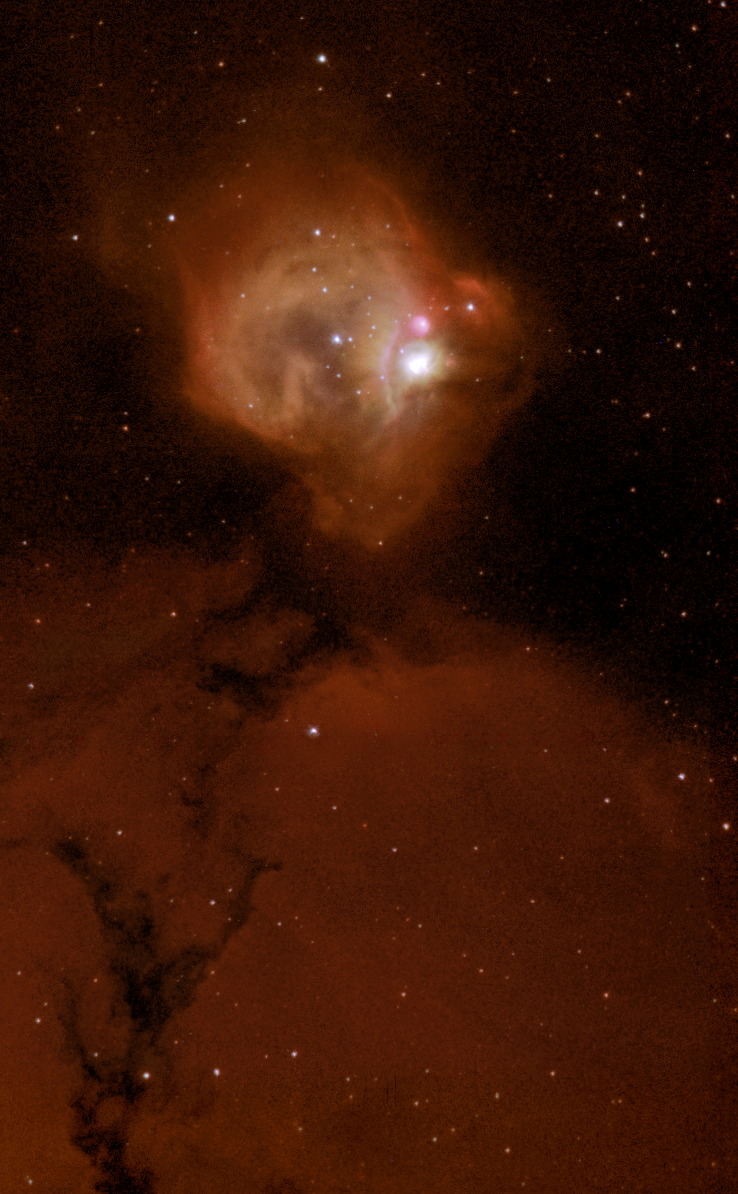
NGC 1748 par le télescope spatial Hubble.